# 施呂希特湖
47°47′14″N 8°15′30″E / 47.78722°N 8.25833°E

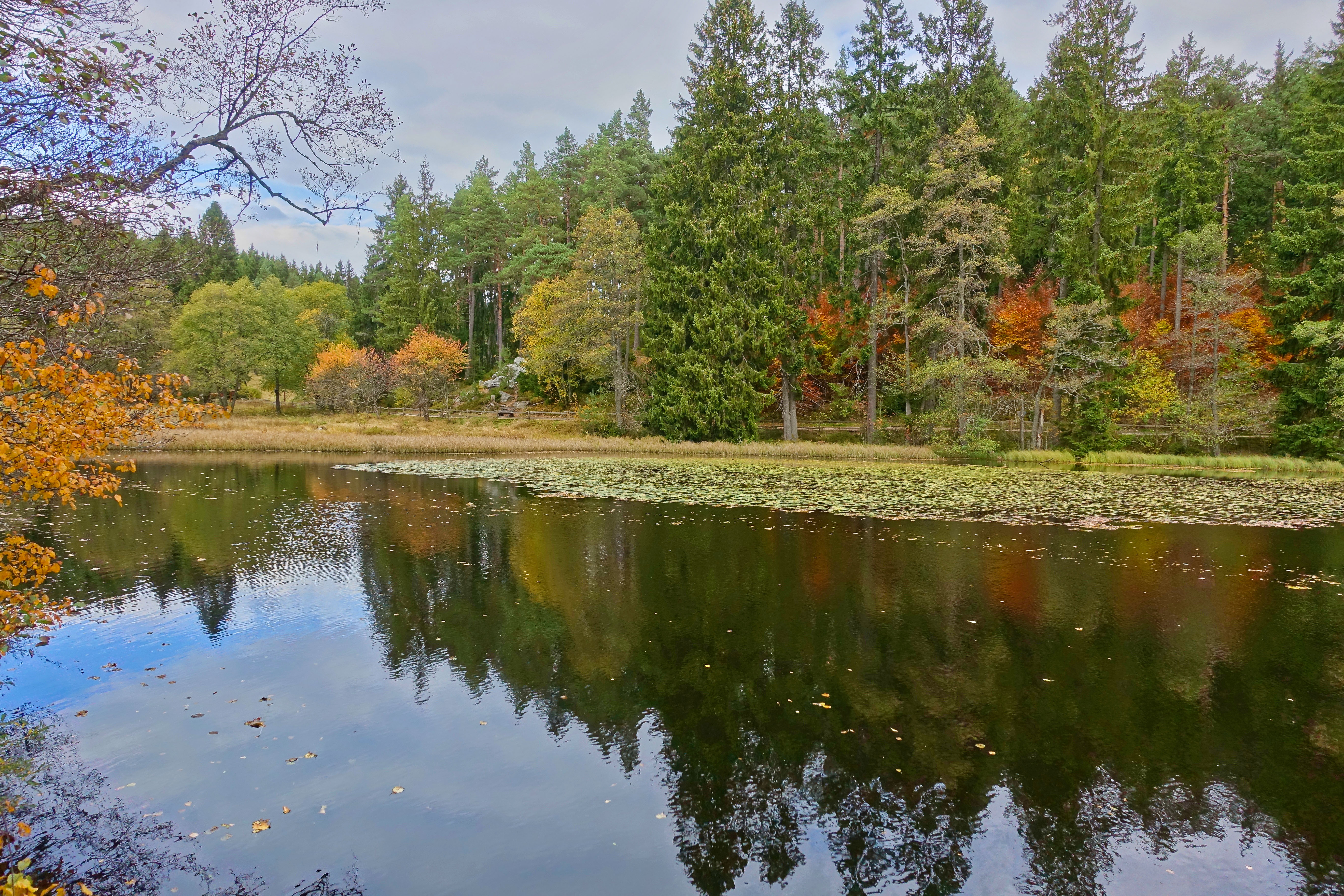

施呂希特湖（德語：Schlüchtsee），是德國的湖泊，位於該國西南部，由巴登-符騰堡州負責管轄，處於瓦爾茨胡特縣，長0.3公里、寬0.2公里，面積0.06平方公里，海拔高度914米，最大水深5米，湖岸線長度0.7公里。